# Măciucă
O măciucă reprezintă o armă albă cu un mâner subțire și un capăt gros, făcută din lemn. Este folosită pentru luptă corp la corp⁠(d) sau pentru apărarea de animale.